# Tablelands
Les Tablelands sont une montagne située dans l'Ouest de Terre-Neuve, dans les monts Long Range. Ils sont situés dans le parc national du Gros-Morne.

## Géologie
Contrairement au reste du massif, issu de collisions/élévation d'écorce terrestre, les Tablelands présentent l'un des rares affleurements sur terre du manteau terrestre issu du dessous de la croûte océanique. Leur composition de roches ultramafiques (péridotite, serpentinite) riches en métaux toxiques pour la majorité des espèces végétales (chrome, cobalt, nickel...) donnent leur allure de désert ocre, quasi sans végétation.